# アーマー (雑誌)

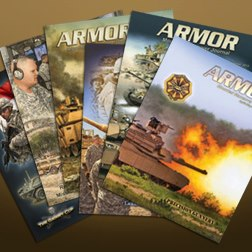

アーマー（英：ARMOR）は、アメリカ陸軍機甲学校（フォート・ベニング、ジョージア州）から四半期毎に出版される軍事専門誌である。
本誌は、アメリカ陸軍の将校、下士官兵、准尉、陸軍省所属の民間人によって投稿された論文を掲載する。論文の内容は、訓練、演習、作戦、ドクトリン、装備、歴史、諸外国軍の動向、個人的意見（適用範囲は米陸軍）、その他機甲及び騎兵コミュニティにとって一般的に関心のある論題である。
論文の執筆者は、アメリカ陸軍の中尉から少佐が多く、それにより内容も作戦・戦闘に関することが多い。掲載されている論文は、執筆者の個人的見解であり、必ずしもアメリカ陸軍、陸軍訓練教義コマンド、陸軍機甲学校の公式見解ではない。本誌は、過去のアーカイブも含めて、ホームページ上に無料で公開されている。

## 任務
本誌の任務は次の4点である。機甲科部長が説明するアメリカ陸軍のドクトリン、方針等に関する公開討論の場を提供すること。情報とアイディアの交換を容易にして、機甲学校と機甲科職種の兵士たちの間の専門的対話を強化すること。指揮官と兵士の専門能力を開発すること。軍団の精神を向上させることである。